# Josef Lindbom
Josef Gabriel Lindbom, född 24 oktober 1889 i Adolf Fredriks församling i Stockholm, död 15 maj 1970 i Sundbybergs församling i Stockholms län, var en svensk friidrottare med medel- och långdistanslöpning som huvudgren. Under sin aktiva tid satte Lindbom både svenskt rekord och 1 världsrekord.

## Meriter
Josef Lindbom tävlade för Idrottsklubben Göta (IK Göta) i Stockholm, han tävlade främst i stafettlöpning, men även i medeldistanslöpning (800 meter, 1 500 meter och 1 mile).
1919 satte Lindbom svenskt rekord i stafettlöpning 4 x 1500 meter (med Rudolf Falk, Gustaf Peterson och Sven Lundgren som övriga löpare) med tiden 16 min, 40,2 sek vid tävlingar på Stockholms stadion den 12 augusti.
Segertiden var också det första officiella Världsrekord i grenen.